# Heterospilus caesus
Heterospilus caesus är en stekelart som först beskrevs av Christian Gottfried Daniel Nees von Esenbeck 1834.  Heterospilus caesus ingår i släktet Heterospilus och familjen bracksteklar. Inga underarter finns listade i Catalogue of Life.